# Velký Máj
Velký Máj (historyczna nazwa niem. Mai Berg, cz. Máj) – szczyt (góra) o wysokości 1385 m n.p.m. (podawana jest też wysokość 1384 m n.p.m. , 1384,3 m n.p.m. , 1386 m n.p.m.  lub 1386,4 m n.p.m. ) w paśmie górskim Wysokiego Jesionika (cz. Hrubý Jeseník), w północno-wschodnich Czechach, w Sudetach Wschodnich, na Morawach, w obrębie gminy Loučná nad Desnou, oddalony o około 4,3 km na południowy zachód od szczytu góry Pradziad (cz. Praděd), leżący na jego głównym grzbiecie (grzebieniu), pomiędzy szczytami Kamzičník i Jelení hřbet. Rozległość góry (powierzchnia stoków) szacowana jest na około 5,6 km², a średnie nachylenie wszystkich stoków wynosi około 12°.

## Charakterystyka

### Lokalizacja
Góra Velký Máj położona jest nieco na południe od centrum pasma Wysokiego Jesionika. Jest górą o lekko kopulastym kształcie połaci szczytowej, nieco bardziej spłaszczonej w porównaniu z połacią sąsiedniej góry Jelení hřbet, leżącą niemalże w centrum części Wysokiego Jesionika (mikroregionie) o nazwie Masyw Pradziada (cz. Pradědská hornatina), położoną na jego grzbiecie głównym (grzebieniu), ciągnącym się od przełęczy Červenohorské sedlo do przełęczy Skřítek. Jest szczytem dobrze rozpoznawalnym (patrząc na widoczny grzbiet główny, widząc charakterystyczny „ząb” skaliska szczytowego góry Petrovy kameny, patrząc dalej wzdłuż grzbietu można rozpoznać kolejne szczyty: Vysoká hole, Vysoká hole–JZ, Kamzičník i Velký Máj). Dobrze widoczna i rozpoznawalna z drogi okalającej połać szczytową góry Pradziad czy też z innego charakterystycznego punktu widokowego – z drogi okalającej szczyt góry Dlouhé stráně. Jest ósmym co do wysokości szczytem Wysokiego Jesionika (po szczytach: Pradziad, Vysoká hole, Vysoká hole–JZ, Petrovy kameny, Keprník, Kamzičník i Velký Děd) i siódmym w Masywie Pradziada. 
Górę ograniczają: od wschodu przełęcz o wysokości 1367 m n.p.m. w kierunku szczytu Kamzičník oraz dolina potoku Volarka, od południowego wschodu przełęcz o wysokości 936 m n.p.m. w kierunku szczytu Smolný vrch, od południa dolina potoku o nazwie Kotelný potok, od południowego zachodu przełęcz Sedlo nad Malým kotlem, od zachodu krótki, nienazwany potok, będący dopływem potoku Jelení příkop, od północnego zachodu przełęcz o wysokości 1189 m n.p.m. w kierunku szczytu Hubertka i dolina potoku o nazwie Zámecký potok oraz od północy przełęcz o wysokości 1322 m n.p.m. w kierunku szczytu Zámčisko. W otoczeniu góry znajdują się następujące szczyty: od północy Zámčisko, od północnego wschodu Kamzičník, od wschodu Malý Máj–SZ, od południowego wschodu Smolný vrch i Jelenec, od południa Jelenka, od południowego zachodu Jelení hřbet i od północnego zachodu Hubertka. Warto dodać, że na niektórych mapach występuje na stoku południowo-wschodnim góry dodatkowy szczyt o nazwie Široká hora (1134 m n.p.m.). Z uwagi jednak na słabe zróżnicowanie i ekspozycję tego szczytu na tle stoku, nowsze opracowania i pomiary sugerują, aby tę nazwę przypisać raczej do stoku .

### Stoki
W obrębie góry można wyróżnić pięć następujących zasadniczych stoków:
- południowo-wschodni o nazwie Široká hora
- południowy o nazwie Malý kotel
- zachodni
- północno-zachodni
- północny

Prawie wszystkie stoki są zalesione w większości borem świerkowym. Jedynie na stoku zachodnim oraz u podnóża stoku południowo-wschodniego występują większe fragmenty lasu mieszanego. Na stokach występują przerzedzenia oraz nieliczne polany. Ponadto na stokach brak jest większych skalisk czy grup skalnych.
Stoki mają stosunkowo niejednolite i zróżnicowane nachylenia. Średnie nachylenie stoków waha się bowiem od 9° (stok południowo-wschodni) do 18° (stok zachodni). Średnie nachylenie wszystkich stoków góry (średnia ważona nachyleń stoków) wynosi około 12°. Maksymalne średnie nachylenie u podnóża stoku zachodniego w pobliżu płynącego potoku Kotelný potok na odcinku 50 m nie przekracza 45°. Stoki pokryte są nielicznymi szlakami turystycznymi, siecią na ogół nieoznakowanych dróg oraz ścieżek (szczególnie stok południowo-wschodni). Przemierzając je zaleca się korzystanie ze szczegółowych map, z uwagi na zawiłości ich przebiegu, zalesienie oraz zorientowanie w terenie. Ponadto stok południowy to obszar, na którym mogą w okresach ośnieżenia występować obsunięcia lawin śnieżnych.

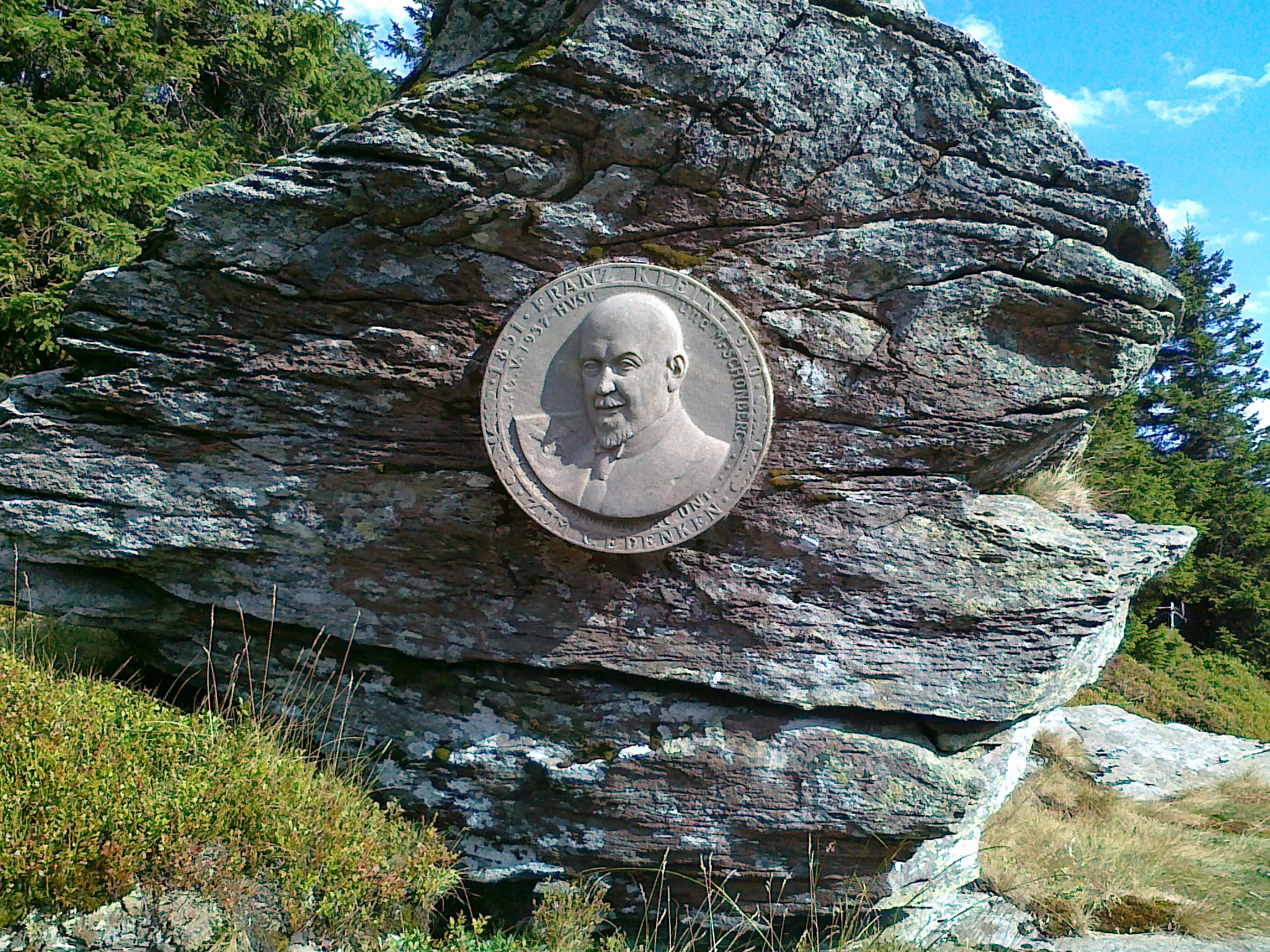
Skalisko z tablicą pamiątkową, z wizerunkiem barona Františka III Kleina von Wiesenberka (2018 rok)

W odległości około 350 m, idąc ze skrzyżowania Nad Malým kotlem zielonym szlakiem turystycznym , w kierunku skrzyżowania turystycznego U Františkovy myslivny na wysokości 1306 m n.p.m., na zachodnim stoku góry znajduje się postawiony w 1937 roku pomnik z tablicą pamiątkową. Jest na niej wizerunek barona Františka III Kleina von Wiesenberka z zasłużonego dla Wysokiego Jesionika rodu Kleinów.

### Szczyt

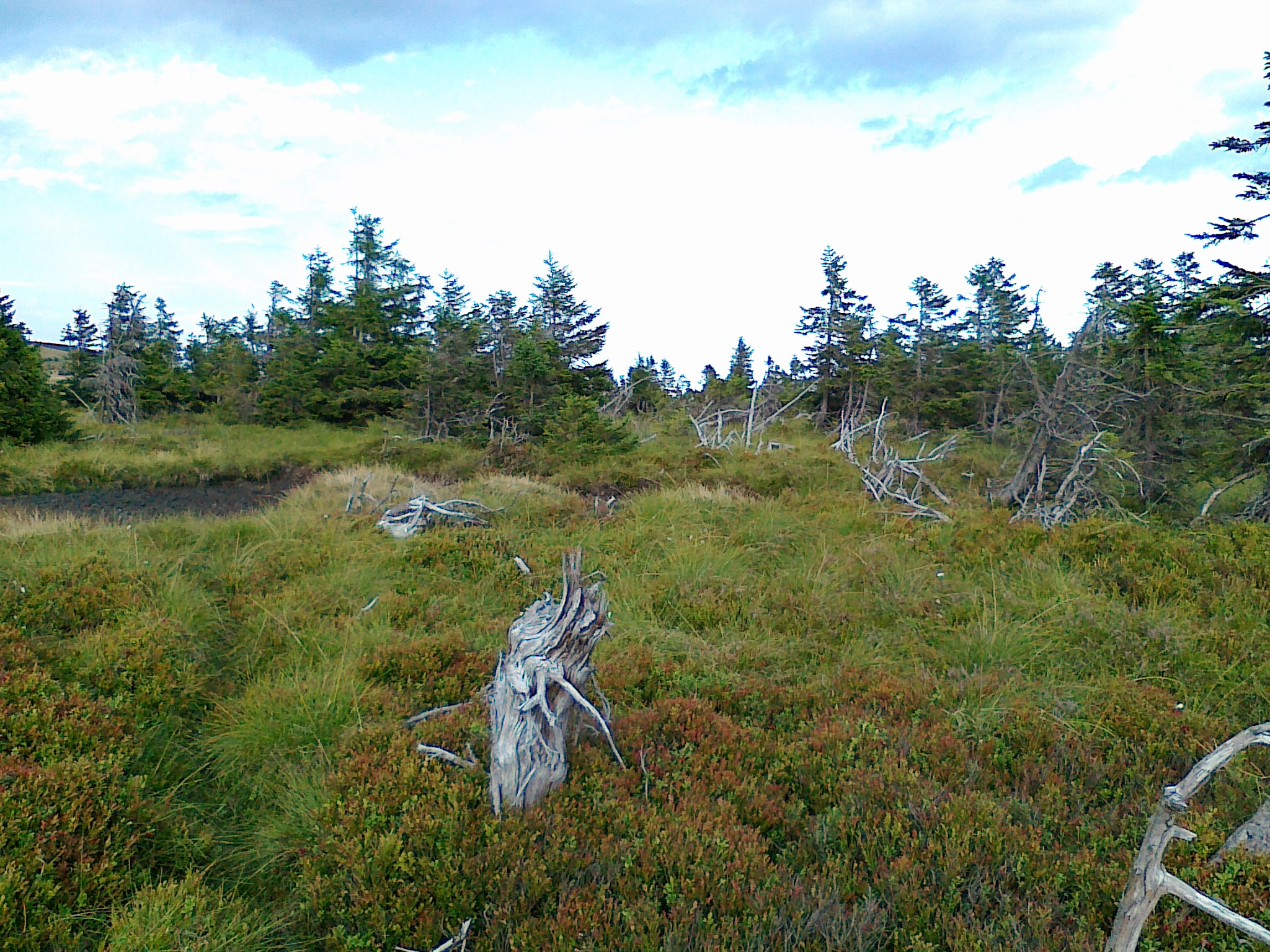
Szczyt góry Velký Máj (2018 rok)

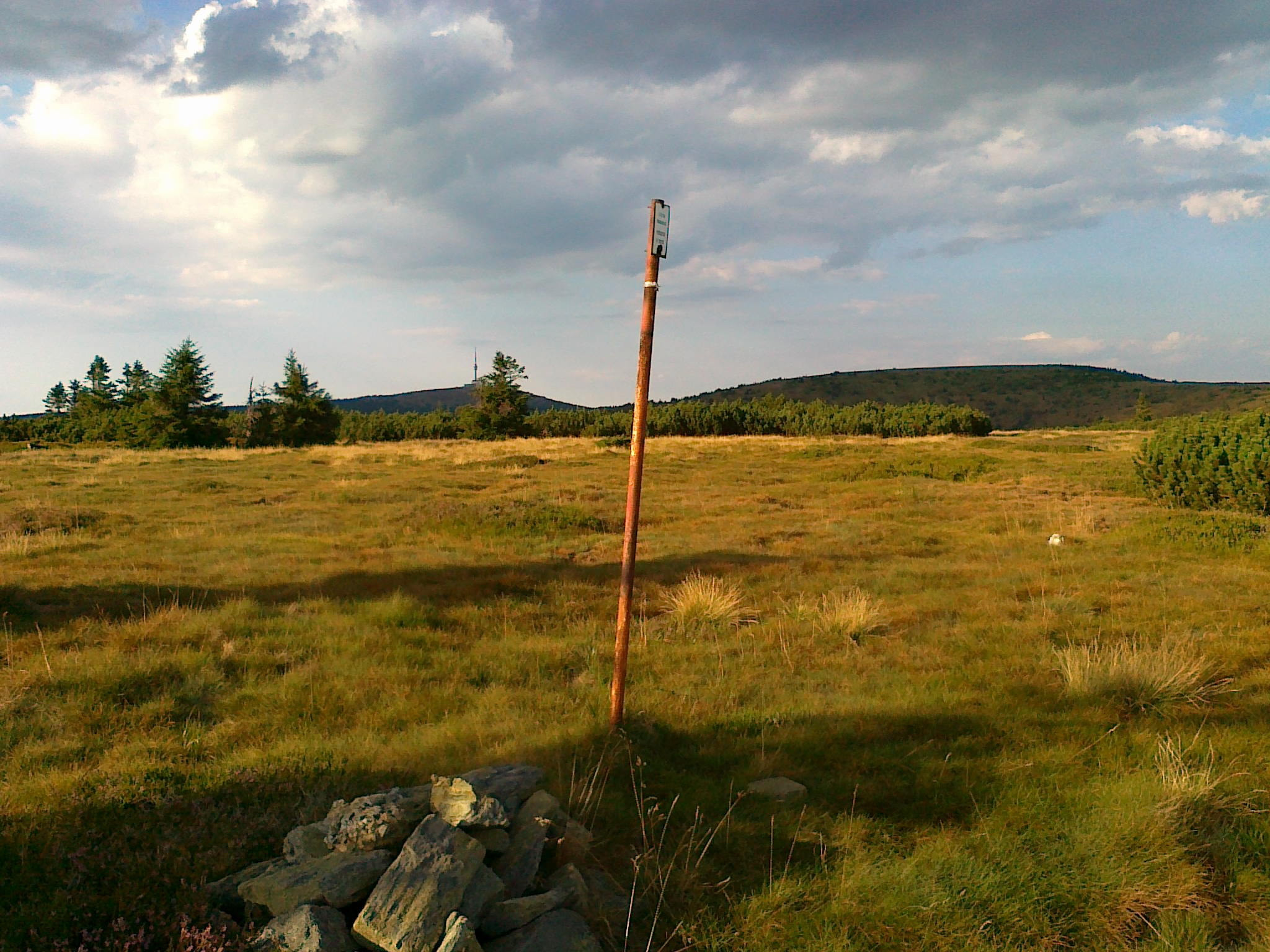
Punkt geodezyjny góry Velký Máj (w dali widoczne szczyty gór: Pradziad, Petrovy kameny i Vysoká hole) (2018 rok)

Przez górę w odległości około 190 m na południowy wschód od szczytu przebiega ścieżka główna oznakowana słupkami. Na połaci szczytowej znajduje się punkt geodezyjny, oznaczony na mapach geodezyjnych numerem (7.), o wysokości 1384,28 m n.p.m. oraz współrzędnych geograficznych (50°02′45,67″N 17°12′37,40″E/50,046019 17,210389), z widocznym koło niego zamontowanym, stalowym słupkiem ostrzegającym przed jego zniszczeniem z tabliczką, z napisem Státní triangulace Poškození se trestá, oddalony o około 100 m na zachód od szczytu, który jest jednocześnie punktem widokowym na otaczające szczyty gór i pasma górskie . Państwowy urząd geodezyjny o nazwie (cz. Český úřad zeměměřický a katastrální (CÚZK)) w Pradze podaje jako najwyższy punkt – szczyt – o wysokości 1385,1 m n.p.m. i współrzędnych geograficznych (50°02′45,4″N 17°12′42,3″E/50,045944 17,211750). Na niektórych mapach przyjęto jako szczyt góry położenie głównego punktu geodezyjnego – stąd rozbieżności dotyczące jego usytuowania . Połać szczytowa pokryta jest na ogół łąką wysokogórską z obszarami kosodrzewiny. Na szczycie widoczne jest niewielkie oczko wodne.
Bezpośrednio na sam szczyt góry nie prowadzi żaden szlak turystyczny czy ścieżka (można tam dotrzeć z czerwonego szlaku turystycznego , idąc ze skrzyżowania turystycznego Ovčárná (chata, bus) około 4 km w kierunku na południowy zachód, skręcając ze szlaku w prawo orientacyjnie do szczytu, idąc dalej około 190 m). Z uwagi jednak na ochronę cennego ekosystemu całego utworzonego tu rezerwatu przyrody dojście na szczyt nie jest zalecane.

### Geologia
Pod względem geologicznym góra Velký Máj należy do jednostki określanej jako warstwy vrbneńskie i zbudowana jest ze skał metamorficznych: głównie fyllitów (muskowitów, biotytów, chlorytów) i gnejsów, skał osadowych: głównie kwarcytów oraz skał magmowych: głównie meta-granitów i meta-diabazów.

### Wody
Grzbiet główny (grzebień) góry Pradziad, biegnący od przełęczy Skřítek do przełęczy Červenohorské sedlo oraz dalej do przełęczy Ramzovskiej (cz. Ramzovské sedlo) jest częścią granicy Wielkiego Europejskiego Działu Wodnego, dzielącej zlewiska Morza Bałtyckiego i Morza Czarnego . 
Góra leży na tej granicy, na zlewiskach Morza Bałtyckiego (dorzecze Odry) na stokach: południowo-wschodnim i południowym oraz Morza Czarnego (dorzecze Dunaju) na stokach: zachodnim, północno-zachodnim i północnym. Na południowo-wschodnim stoku góry w odległości około 500 m na południowy wschód od szczytu, na wysokości około 1252 m n.p.m. ma swoje źródło potok o nazwie Kotelný potok. W obrębie góry nie występują m.in. wodospady czy kaskady.

## Ochrona przyrody

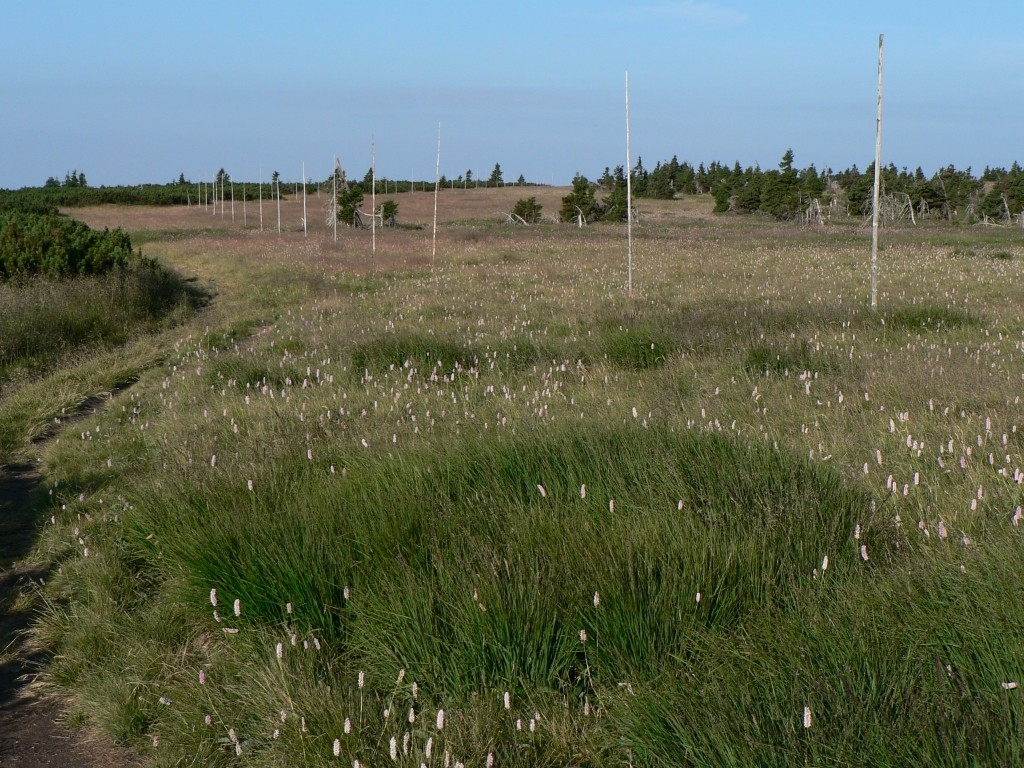
Szczytowa połać góry Velký Máj (2006 rok)

Cała połać szczytowa oraz górne części jej stoków znajdują się w otoczeniu narodowego rezerwatu przyrody Praděd powstałego w 1991 roku o powierzchni około 2031 ha, z połączenia 6 odrębnych rezerwatów: Petrovy kameny, Velká kotlina, Malá kotlina, Vrchol Pradědu, Divoký důl i Bílá Opava, będącego częścią wydzielonego obszaru objętego ochroną o nazwie Obszar Chronionego Krajobrazu Jesioniki (cz. Chráněná krajinná oblast (CHKO) Jeseníky), a utworzonego w celu ochrony utworów skalnych, ziemnych i roślinnych oraz rzadkich gatunków zwierząt. Na stoku południowym góry rozciąga się rezerwat przyrody Malá kotlina, obejmujący swoim zasięgiem również część stoku sąsiedniej góry Jelení hřbet (→ Rezerwat przyrody Malá kotlina). Ponadto część stoku zachodniego góry znajduje się w otoczeniu rezerwatu przyrody Břidličná (→ Ztracené skály), obejmującego również m.in. stok sąsiedniej góry Jelení hřbet.

### Ścieżki dydaktyczne
Wzdłuż grzbietu głównego wytyczono w 2009 roku ścieżkę dydaktyczną (cz. Naučná stezka Po hřebenech – světem horských luk) o długości 12 km na odcinku:
 Ovčárna – Skřítek (z 12 stanowiskami obserwacyjnymi na trasie).

## Turystyka
Na obszarze góry nie ma żadnego schroniska lub hotelu górskiego, natomiast w odległości około 3,5 km w kierunku północno-wschodnim od szczytu, przy drodze Hvězda – Pradziad, na stoku góry Petrovy kameny znajdują się hotele górskie: Ovčárna i Figura oraz schronisko Sabinka. Nieco dalej, bo około 4,5 km na północny wschód od szczytu, na wieży Pradziad: hotel Praděd, około 3,7 km na północny wschód od szczytu schronisko Barborka i około 3,5 km na północny wschód od szczytu hotel Kurzovní chata. Ponadto w odległości około 1,6 km na północny zachód od szczytu położona jest jedna z najstarszych chat Wysokiego Jesionika Františkova myslivna, postawiona w 1865 roku przez rodzinę Kleinów, wówczas jako chata łowiecka. Obecnie służy jako niewielkie schronisko turystyczne z ograniczoną bazą noclegową, dysponujące tylko 16 miejscami (własność prywatna).
Kluczowym punktem turystycznym góry jest skrzyżowanie turystyczne położone w odległości około 630 m na południowy zachód od szczytu (przełęcz Sedlo nad Malým kotlem) o nazwie (cz. Nad Malým kotlem) z podaną na tablicy informacyjnej wysokością 1335 m, przez które przechodzą szlaki turystyczne i ścieżka dydaktyczna. 

### Chaty łowieckie
Na stokach góry położone są dwie chaty, ale nie mają one charakteru typowych schronisk turystycznych, zalicza się je do tzw. chat łowieckich.
| Chaty na stokach góry Velký Máj |                |                           |                                                                |                                               |
| Lp.                             | Chata          | Odległość od szczytu m    | Lokalizacja                                                    | Współrzędne geograficzne                      |
| 1                               | Kotelská chata | 810 na południowy wschód  | stok południowo-wschodni                                       | 50°02′25,8″N 17°13′07,6″E/50,040500 17,218778 |
| 2                               | Třetí bouda    | 2250 na południowy wschód | stok południowo-wschodni, blisko potoku o nazwie Kotelný potok | 50°01′37,0″N 17°13′20,7″E/50,026944 17,222417 |

### Szlaki turystyczne, rowerowe i trasy narciarskie
Klub Czeskich Turystów (cz. Klub Českých Turistů) wytyczył w obrębie góry dwa szlaki turystyczne na trasach:
 Červenohorské sedlo – góra Velký Klínovec – przełęcz Hřebenová – szczyt Výrovka – przełęcz Sedlo pod Malým Jezerníkem – szczyt Malý Jezerník – góra Velký Jezerník – przełęcz Sedlo Velký Jezerník – schronisko Švýcárna – góra Pradziad – przełęcz U Barborky – góra Petrovy kameny – Ovčárna – przełęcz Sedlo u Petrových kamenů – góra Vysoká hole – szczyt Vysoká hole–JZ – szczyt Kamzičník – góra Velký Máj – przełęcz Sedlo nad Malým kotlem – góra Jelení hřbet – Jelení studánka – przełęcz Sedlo pod Jelení studánkou – góra Jelenka – góra Ostružná – Rýmařov
 Skřítek – Ztracené skály – szczyt Ztracené kameny – szczyt Pec – szczyt Pecný – góra Břidličná hora – Jelení studánka – góra Jelení hřbet – przełęcz Sedlo nad Malým kotlem – góra Velký Máj – U Františkovy myslivny – góra Zámčisko–S – Zámčisko–SZ – U Kamenné chaty
Przez górę nie przechodzi żaden szlak rowerowy. 
W okresach ośnieżenia wzdłuż ścieżki głównej przebiega trasa narciarstwa biegowego. W obrębie szczytu oraz na stokach nie poprowadzono żadnej trasy narciarstwa zjazdowego.